# ブラジルの宇宙開発

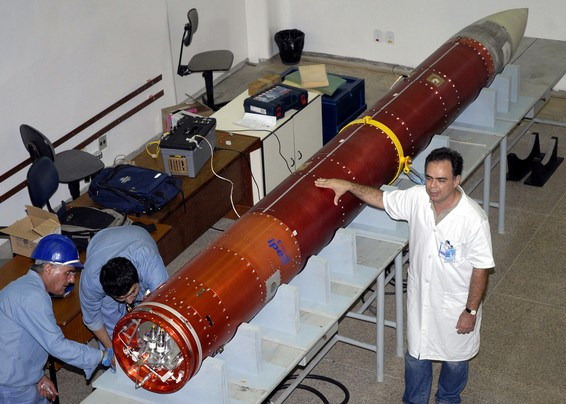
VSB-30の組み立て工程

ブラジルの宇宙開発ではブラジルの宇宙開発について説明する。
ブラジルの宇宙開発計画は1950年代からはじめられた。現在のブラジル宇宙機関は科学技術省の国立宇宙研究所(INPE)を元としている。この当時は軍の強い影響下であったため、アメリカは弾道ミサイル不拡散、核不拡散の観点からの技術提供を拒否しており、これが開発を妨げていた。1994年には宇宙計画は軍の配属下から離れ、ブラジル宇宙機構が設置された。

## 歴史

### 前史
ブラジルの宇宙開発は国防軍の空軍航空宇宙技術総司令部(Comando-Geral de Tecnologia Aerospacial、CTA)がはじめている。1994年のブラジル宇宙機関の設置まで軍はCTAを通して多くの宇宙計画を監督していた。CTAは1953年に設けられ、当初空軍を宇宙開発のための研究、開発に加えた。1964年にはソンダロケットの開発が始まった。1965年に、空軍は宇宙事業本部(Instituto de Atividades Espaciais、IAE)を設立し、ロケットの開発を担当するようになった。これらには空軍の関与する航空技術大学校(Instituto Tecnológico de Aeronáutica、ITA)も深く関わっている。
一方、民生分野では科学技術省の下に国家宇宙事業委員会(Comissão Nacional de Atividades Espaciais、CNAE)が設置されていた。1971年に軍と民生の委員が加わり、ブラジル宇宙事業委員会(Comissão Brasileira de Atividades Espaciais、Cobae)が設立され、国家安全保障会議(CSN)の下に置かれることになった。Cobaeの長官には国軍参謀本部(Estado-Maior das Forças Armadas、EMFA)の長官が就くことになり、ブラジル総合宇宙計画(Missão Espacial Completa Brasileira、MECB)の策定取り組むことになった。また、CNAEは1971年にブラジル国立宇宙研究所(Instituto Nacional de Pesquisas Espaciais、INPE)に再編され、衛星を開発し、宇宙と気象学の研究を担当することになった。以降、ブラジルでは大まかに宇宙開発のうち射場とロケットを軍が、人工衛星や科学技術研究を民生が行うようになった。
MECBは1981年の策定以降ロケット、打ち上げ場、衛星の製造などを調整した。

### MECB策定以降
ロケットの開発ではソンダロケットに改良が加えられていった。開発されたロケットはバライラ・ド・インフェルノ射場から打ち上げられた。軍はこの後も着々と観測ロケットの改良を進め、ソンダロケットはII、IIIと改良が加えられていき、改良ごとに高度を上げていった。ソンダIVロケットは1989年の4月28日に試験成功を収めた。
1980年代には大統領であったジョゼ・サルネイの地元であるマラニョン州のアルカンタラにアルカンタラ射場(Centro de Lançamento de Alcântara、CLA)が作られ、ここから打ち上げが行われるようになった。アルカンタラ射場は1990年2月21日から使用が始まった。開発には4億7千万米ドルが使われたとされている。この射場は世界で最も赤道に近く、赤道からわずか2.3度南でしかない。この特徴は静止衛星の打ち上げにとって非常に恵まれている。例えば、赤道から近いという特徴によってケネディ宇宙センターと比較して25％の燃料を節約することを可能にしている。
一方民生分野ではまず通信衛星システムの構築を目指した。フランスのアリアンスペース社によって、最初のブラジルサット衛星2機が1985年2月と1986年3月に打ち上げられた。一連の静止軌道衛星はブラジル衛星通信システム(Sistema Brasileiro de Comunicação por Satélites、SBTS)を担当したエンブラテルが所有し、管理することになった。
1988年7月6日に、INPEは中国国家航天局との宇宙開発協力の合意に調印した。これは中国・ブラジル地球資源衛星(Satélite Sino-Brasileiro de Recursos Terrestres、CBERS)計画として知られており、山西省の太原衛星発射センターから長征ロケットによって2つの地球観測衛星の打ち上げを行うという内容であった。ブラジルは高い解像度のCBERSのデータを地球の全体図を収集し、農業、地質学、水文学、環境などの分野に利用する予定であった。しかし、この合意はブラジル側の資金不足から1988年から1991年にかけて名目上のものであった。1991年10月と1994年11月にはブラジルと中国は1億5千万米ドルでの衛星の建造で追加的合意に達した。CBERS-1が実際に打ち上げられるのは1997年5月のことである。
1993年2月9日には、最初の完全国産衛星が打ち上げられた。これはデータ収集衛星(Satélite de Coleta de Dados、SCD-1)として知られている。SCD-1は時にグリーン衛星として言及される。SCD-1はINPEが利用した。2号機となるSCD-2は1998年10月22日に打ち上げられた。いずれもアメリカのペガサスロケットで打ち上げられている。SCD-1、SCD-2共に環境に関する情報をデータとして収集した。
軍がロケットと射場、民間が衛星と科学研究いう区分けにもかかわらず、MECBにおいては最低でも1993年まで軍が主役であった。MECBに関するポストの多くを将校が占めていた。1988年からはINPEは液体燃料ロケットの開発に取り組んだが、非常に難航した。INPEは1993年にVS-40を実験している。

### ブラジル宇宙機関
MECBをより確実に民間に移行するために1994年2月10日、ブラジル大統領イターマル・フランコはブラジル宇宙機関(Agência Espacial Brasileira、AEB)の設置に合意した。これによって宇宙開発は国防省から科学技術省主導に転換され、単なる諮問機関となり、委員のいなかったCobaeに変えてAEBが設置された。半分自治の政府機構であるAEBは、独自の職員を保有し、政策の実行に責任を負っている。AEBは大統領直属の民生分野の人材に率いられることになっている。
また、AEBはアメリカ政府からの批判をそらすために創設された。アメリカはブラジルの宇宙開発の中でCTAとINPEに金融的、技術的支援に始まり中心的な役割を果たしていた。1966年、アメリカは観測ロケットを提供しており、これはブラジルによって打ち上げられている。これらの技術を元に、ブラジルは大型のロケットを開発していた。しかし、アメリカ政府はMECBにブラジル軍を巻き込んだ状態に警告を示しており、これを避けるためにもAEBが設立されたのである。
AEBはブラジル総合宇宙計画を監督しているが、射場と打ち上げ機器に関してはいまだにブラジル空軍が担当しており、INPEも現存しており衛星の直接開発を続けている。このため、AEBが様々な省に展開しているMECB関連の開発機構を組み合わせ効果的に監督できるかどうかは不透明なままである。
ブラジル宇宙機関は現在までの観測ロケット開発を基礎として、現在までにVS-30、VSB-30などの観測ロケットを開発している。さらに現在、全段固体の衛星打ち上げロケット（Veículo Lançador de Satélites、VLS）の開発を行っている。その一世代目となるVLS-1は試験機が生産される段階まで進んだが、2機連続で失敗し、2003年には3機目の打ち上げ準備中にブラジルロケット爆発事故が起こり、これによってロケット開発が中止された。VLSの開発停止後は観測ロケットを打ち上げており、また、海外からの技術の導入も行われている2010年になりようやく開発が再開し、2014年に初の人工衛星打ち上げを予定していたが、実現していない。
2015年11月13日に小型観測ロケットのVS-40M V03がアルカンタラ射場から発射直後に爆発した。けが人はいなかった模様。

## 対外関係
ブラジルとアメリカのつながりは一般的に二つの政府の方針に沿って行われていた。アメリカ航空宇宙局(NASA)はINPEと共に行動し、データを共有し、開発と化学実験の援助を履行しており、協会の技術者や科学者を養成していた。同様に、米空軍は空軍省で援助を行い、CTAといくつものデータ交換合意に達しており、これらは天気予報なども含まれていた。
しかし、ブラジルはアメリカの宇宙技術に深く頼ることをやめるようになった。1981年には独自で宇宙技術を得る為に、10億米ドルを費やすMECBの野心的計画の存在を明らかにした。この時期、ブラジルは気象観測衛星2種と地球観測衛星2種の合計4種のブラジル産衛星をアルカンタラから打ち上げることに傾倒していた。
1980年代のブラジルは徐々にアメリカからの依存から遠ざかり、固体燃料の酸化剤である過塩素酸アンモニウム生産の自給自足に歩を進めた。また、加えて固有技術の研究と開発を進めた。1980年代中期から1990年代初期にかけて、多くのアメリカの当局はブラジルの衛星打ち上げ技術が弾道ミサイル計画に転向する可能性から、MECBを憂慮した。1997年頃までブラジルは弾道ミサイルを生産しなかったが、軍は民間に比べミサイルやロケットの開発に高い優越権を持っていた。このうちの一つがピラニアミサイルである。ブラジルの衛星打ち上げ計画に軍が深く関わっている以上、ロケット技術は弾道ミサイル技術と結びついており、これはブラジルが弾道ミサイルを含め先進的なミサイルの開発する能力を持つことを示唆していた。
1987年から1994年にかけて、米国は1987年4月16日に結ばれたミサイル技術管理レジーム(Missile Technology Control Regime、MTCR)を通してブラジルに弾道ミサイル計画の開発を抑えることを求めた。ブラジルの核技術の発展は、アメリカに対してブラジルの核兵器搭載可能な弾道ミサイルの開発能力を特に憂慮させた。このため、アメリカは宇宙技術をブラジルへ移転させることに制限をかけ、これによってブラジルのVLS計画と弾道ミサイルの研究開発を遅らせることに成功した。しかし、これによってアメリカとブラジルの安全保障関係を緊張させ、ブラジルは中国やロシア、欧州や中東などとの宇宙開発での協力関係を求めた。例えば1995年に、ブラジルはロシアに対してロケット打ち上げにアルカンタラ基地を提供すること提案している。特に軍事政権時代に核開発計画で協力関係にあった中国は弾道ミサイル開発計画にも協力したともされ、中国との共同の衛星計画の一つは中国・ブラジル地球資源衛星（CBRESS）として知られている。
1994年2月11日、ブラジルはMTCRのガイドラインに応じると宣言した。このガイドラインの準拠にはブラジルが宇宙技術やミサイル関連製品とその技術に関する品の輸出することへの規制が含まれた。ブラジルのMTCRへの加入の対価としてアメリカは宇宙活動への協力が行われた。これによって、1995年の終わりまでにはブラジルの宇宙開発能力はアメリカやロシアと比べると控えめではあるが大きく増強された。ブラジルのMTCRへの加入は1995年10月に合意された。これらの一連の動きは、アメリカとブラジルの宇宙開発の関係での新時代の兆しを見せた。
2003年10月にブラジルとウクライナは宇宙開発で協力する事に合意してツィクロン-4をアルカンタラ射場から打ち上げる事にした。
2006年にはウクライナとの50対50の出資比率での合弁事業としてアルカンタラ射場からツィクロン-4を打ち上げるためにAlcântara Cyclone Spaceを設立した。ウクライナはソビエト時代に宇宙産業で主要な地位を占めていたものの、独立後には国内に発射場を持たずに他国へ依存していた。両者の思惑が一致して合弁事業の合意に至った。当初の予定では2010年に最初の打ち上げの予定だったが、ウクライナの政権交代、資金難、ロシアからの知的財産の問題の未解決により遅延した。しかし、10億R$投資したが投資額に見合った成果が得られず、2015年7月に中止した。ツィクロン-4は太陽同期軌道へ1.5トン、低軌道へ5トンの軌道投入能力を有するロケットだったが、エンジンはロシアのエネゴマシュ製でウクライナからブラジルへの輸出にはロシアの輸出承認が必要だった。ウクライナはツィクロン-4の設計の95%を所有し、ロシアは5%の所有とされ、ロシア製の部品に依存せずに製造する事は可能だったとされる。しかし、地理的、歴史的にウクライナにとってロシアは最も重要なパートナーであり、ツィクロン-4のような単一の計画のためにこれまで築き上げてきたでロシアとの協力関係を損ねる事は避けなければならない状況だった。ブラジルとの協力に合意した当時、ロシア、ウクライナ、アメリカの合弁事業のシーロンチは一定の成功を収めていた。ロシアとしてはウクライナが宇宙開発の活動において"自立"する事は望ましくなく、自国側の陣営に留めて置く意図があったとされる。
その後もウクライナ等のロケットの打ち上げを模索する。
ブラジルは現在カナダ、欧州宇宙機関、ロシア、フランス、中国などと協力している。なお、アメリカはこれらの機関にブラジルを通して技術が流出することに神経を尖らせている。ブラジルは現在も日本やイスラエルのように新しい協力相手を探している。

## 組織
- ブラジル宇宙機関(AEB)
- ブラジル国立宇宙研究所(INPE)
- 航空宇宙技術総司令部(CTA)

### 関連企業
- エンブラテル

### ロケット発射場
- バライラ・ド・インフェルノ射場
- アルカンタラ射場

## 開発計画

### ロケット
- VLS-1
  - ブラジル初の衛星打ち上げロケット。現在まで成功していない。2013年に試験機を打ち上げ予定。[3]

### 衛星
- CBERS-3
  - 中伯地球資源衛星の後継機計画。1、2、2Bに続いて4機目。2011年後期に打ち上げ予定[19]。

## 註
1. 1 2  “宇宙情報センター ブラジル宇宙局”.   JAXA. 2011年3月9日閲覧。
2. ↑  “ブラジル、観測ロケットを打ち上げ”.   sorae.jp. 2011年3月9日閲覧。
3. 1 2  “ブラジル、VLSロケット開発再開。衛星打ち上げは2014”.   sorae.jp. 2011年3月9日閲覧。
4. ↑  Foguete VS40M - Explode no Lançamento no CLA
5. ↑  “As Peças do Quebra-cabeça: Rex Nazaré e a Política Nuclear Brasileira,” História Oral, Vol. 13, No. 2, pp. 129
6. ↑  “Brazilian Nuclear Cooperation with the People's Republic of China”.  ウイルソン・センター. 2019年6月11日閲覧。
7. ↑  Brasil-RPC. Energia Nuclear. Informação para o Senhor Presidente da República 102, 4 April 1984, quoted in PATTI, Carlo (2012). Brazil in Global Nuclear Order. PhD thesis. Universitá degli Studi di Firenze, Italy. p. 207.
8. ↑  BARLETTA, Michael (1997). "The Military Nuclear Program in Brazil", Center for International Security and Arms Control Working Paper, Stanford University, p.13.
9. ↑  “CTA Director Discusses Space Accord With PRC,” Tecnologia & Defesa, (Sao Paulo) November 22, 1985, pp. 21-24.
10. ↑  “TIGHTENING THE REINS IN BALLISTIC MISSLE RACE”. ニューヨーク・タイムズ. (1987年4月19日) 2019年6月16日閲覧。
11. 1 2 3 4  UKRAINE: SPACE DEAL WITH BRAZIL UNCERTAIN
12. ↑  Crise na Ucrânia ameaça parceria de R$ 1 bilhão com o Brasil para lançamento de foguetes
13. ↑  Crise na Ucrânia ameaça parceria de R$ 1 bilhão com o Brasil para lançamento de foguetes
14. ↑  #sthash.4q2Yf9pr.dpuf Brazil Pulling Out of Ukrainian Launcher Project
15. ↑  “Brazil: Ukraine conflict jeopardizing its satellite program”. 2017年2月11日閲覧。
16. ↑  “伯中宇宙開発に米難色”.   日経新聞. 2011年3月9日閲覧。
17. ↑  “宇宙航空研究開発機構（JAXA）とブラジル国立宇宙研究所との森林の減少及び劣化に由来する排出の削減等（REDD+）の協力に関する意向書の締結について”.   JAXA. 2011年3月9日閲覧。
18. ↑  “インド・ブラジル・南アフリカ、航空宇宙産業進出で共同”.   JANJANニュース. 2011年3月9日閲覧。
19. ↑  “CBERS-3 go ahead”.   coordinates (2010年3月). 2011年3月9日閲覧。

## 参考
- “宇宙情報センター ブラジル宇宙局”.   JAXA. 2011年3月9日閲覧。